# Berlin-Gropiusstadt
Gropiusstadt is een stadsdeel van Berlijn, en maakt deel uit van Neukölln. 

## Geschiedenis
De wijk werd tussen 1962 en 1975 aangelegd in het toenmalige West-Berlijn op grondgebied van de stadsdelen Britz, Buckow en Rudow. In 2002 werd het een apart stadsdeel van Neukölln. De geplande satellietstad van Walter Gropius bestaat voor 90% uit sociale woningen. Door de bouw van de Muur in 1961 werden de uitbreidingsmogelijkheden van Berlijn plots beperkt, waardoor de eerste geplande 14500 woningen hier uitgebreid werden naar 19.000. Gropius had normaal vijf verdiepingen per appartementsblok voorzien, maar er moest nu meer in de hoogte gewerkt worden. Het Wohnhochhaus Ideal is met 30 verdiepingen en 89 meter hoogte één van de hoogste Duitse woongebouwen. Vanaf 1962 werd er gebouwd en vanaf 1965 werd de metrolijn U7 verlengd tot hier. Na de dood van Gropius in 1969 werd de wijk in 1972 Gropiusstadt genoemd. In 1975 werd de wijk opgeleverd voor destijds 1,74 miljard DM. In 2014 werd na veertig jaar opnieuw gebouwd met 240 kleinere wooneenheden.

## Verkeer
De metrolijn U7 bedient Gropiusstadt en telt de stations Johannisthaler Chaussee, Liptschitzallee, Wutzkyalleen en Zwickauer Damm. 
Britz |
Buckow |
Gropiusstadt |
Neukölln |
Rudow